# Heizkraftwerk Brikama
Das Heizkraftwerk Brikama ist ein Ölkraftwerk in der Stadt Brikama im westafrikanischen Staat Gambia.
Das Kraftwerk wurde Ende 2006 in Betrieb genommen und verbessert seitdem die Versorgung mit elektrische Energie in der West Coast Region. Betrieben wird das 25-Megawatt-Kraftwerk mit vier Kraftwerksblöcken mit Schweröl. Die 15 Millionen Euro teure Investition wurde von der Islamic Development Bank und dem OPEC-Fonds für Internationale Entwicklung finanziert und gebaut. Betrieben wird es von der Global Trading Group (GTG). Es ist der erste unabhängige Stromversorger Gambias.